# Осовляны (Брестская область)
Осовляны (бел. Асаўляны) — деревня в Дрогичинском районе Брестской области Белоруссии. Входит в состав Немержанского сельсовета.

## География
Деревня находится в южной части Брестской области, при автодороге Н-656, на расстоянии приблизительно 9 километров (по прямой) к северо-северо-западу от города Дрогичина, административного центра района. Абсолютная высота — 147 метров над уровнем моря. Площадь населённого пункта — 0,3473 км².

## История
В письменных источниках начинает упоминаться начиная с XIX века.
По состоянию на 1905 год, в Осовлянах проживало 285 человек. В административном отношении деревня входила в состав Именинской волости Кобринского уезда Гродненской губернии.
Согласно Рижскому мирному договору (1921), деревня вошла в состав межвоенной Польши. Входила в состав гмины Именин Дрогичинского повета Полесского воеводства. В 1921 году числилось 133 жителя, проживавших в 52 домах. В этническом составе населения того периода полещуки составляли 72,9 %, поляки — 12 %, белорусы — 9,8 % и русины — 5,3 %. В конфессиональном составе населения преобладали православные христиане (100 %).
С 1939 года в БССР, с 1940 года центр сельсовета.
С 20 августа 2021 года в составе Немержанского сельсовета.

## Население
По данным переписи 2019 года, в деревне проживало 15 человек.
| Год  | Население, человек |
| ---- | ------------------ |
| 1905 | 285                |
| 1921 | ↘ 133              |
| 1939 | ↗ 246              |
| 1960 | ↘ 163              |
| 1970 | ↘ 162              |
| 1995 | ↘ 56               |
| 2005 | ↘ 38               |
| 2009 | ↘ 27               |
| 2019 | ↘ 15               |